# Барановський Євстахій

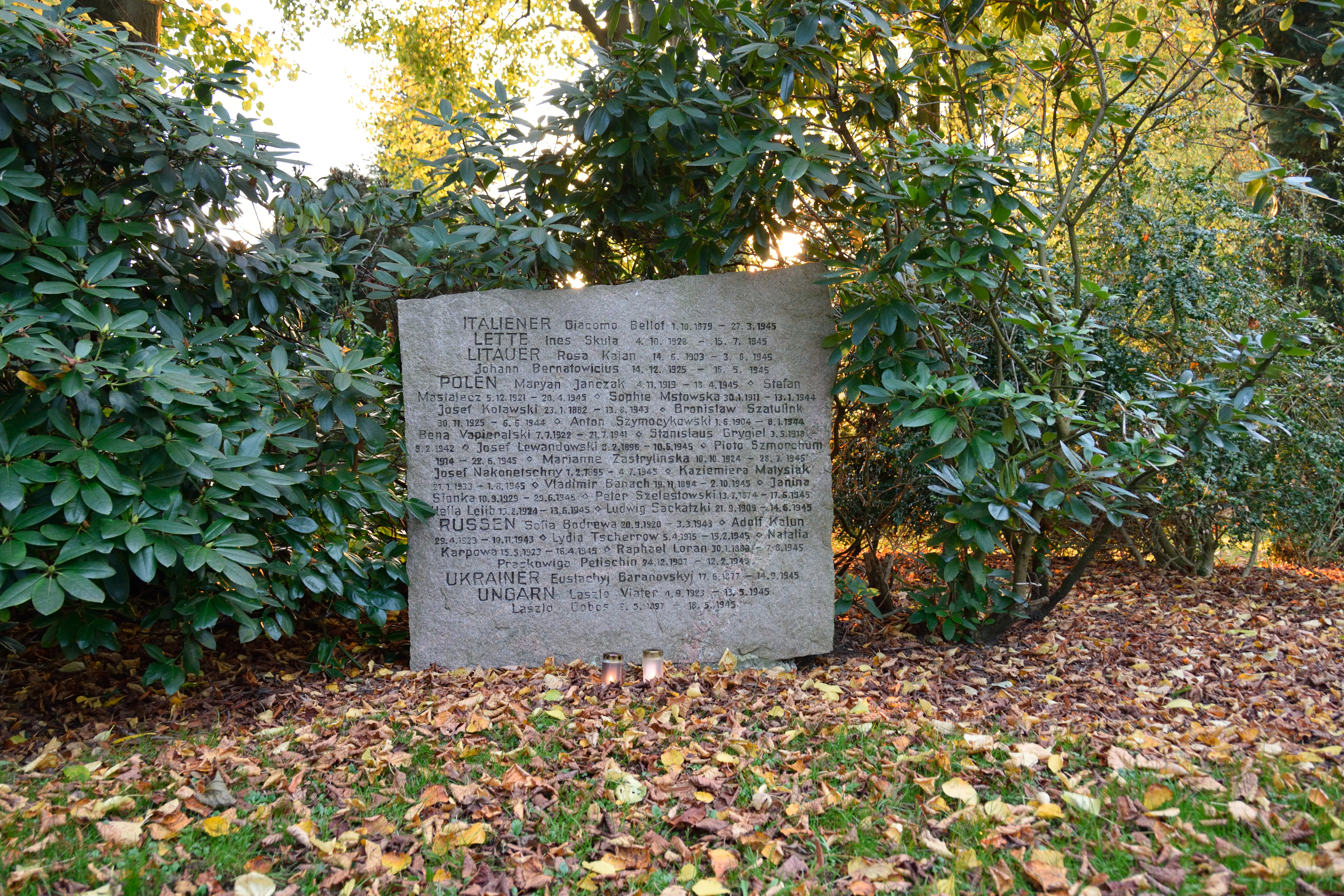
Стела з поховання о. Євстахія Барановського в м. Ітцего

о. Євстахій Барановський (17 червня 1877, Свистільники — 14 вересня 1945, Ітцего) — український греко-католицький священник, громадський діяч, довголітній парох с. Рукомиша. Зять о. Дениса Нестайка.

## Життєпис
Народився 17 червня 1877 р. у с. Свистільниках Рогатинського повіту коронного краю Королівство Галичини і Володимирії, Австро-Угорської імперії(нині с. Світанок Рогатинського району Івано-Франківської области).
Висвячений у священники 1904 р.
20 серпня 1906р. вперше зустрічається в метричній книзі м. Бучача, що свідчить про його приналежність вже у цей час до релігійного життя міста.
У 1907 р. шкільна рада краєва призначила о. Євстахія Барановського катехитом чоловічої семикласної виділової школи в м. Бучачі, в якій пропрацював до 1921 р. У 1909 р. призначений на тимчасову посаду заступником катехита в ц.-к. гімназії м. Бучача.
Упродовж 1912—1914 — катехит у чотирьохкласній народній школі ім. Корнеля Уєйського в м. Бучачі.
Під час польсько–української війни інтернований польською владою.
У 1920—1921 р. парох у с. Пишківці. У 1921 р. інстальований на парафію у с. Рукомиш.
Невеликі спогади залишив про сім'ю пароха Михайло Островерха:
«Якось запросив мене до себе завсіди увічливий, елегантний, тонкий у поведенні у товаристві і в школі з учнями о. Евстахій Барановський, — колись, після о. Регушевського, мій катехит у народній школі „на бараках“, а пізніше, коли мене запрошував, парох села Рукомиш. Був він оженений із донькою о. декана Дениса Нестайка, якого два сини, Юлько і Зенко, були УСС, з панною Софією. Була це прегарна, жива, стану стрункого панна, незвичайно доброго серця людина, пізніше прикладна й ревна Мама для дітей, добра порадниця для селянок і дуже релігійна та побожна, Родина Барановських була незвичайно мила, гостинна. Діточок було в них, як кажуть, „повна хата“. А шо батько й матір не лише по вдачі були характерні, гарні, шляхетні, то й діти їх одно в одно, мов чічки були. Перебув я у п. п. Барановських чи не дві неділі, гонючи двічі на тиждень до Бучача на поліцію „мельдуватись“. У Рукомиші, було мені, мов у подільському раї. Той тихий і якийсь таємний плюскіт Стрипи за садом, те задумане й проникливо п'янке щебетання соловейка на тій самітній тополі, той мельодійний шум струмочка, що випливав із під каплички там на горі над церквою, а потім летів стрімголов із високої скелі, попри печери св. Онуфрія, і вливався до Стрипи. Були його струми хрустально ясні й чисті, розсміяні, як очі молодости як усі джерела нашого Поділля, свіжі, ясні, прозорі, тремтливі й здорові. Любив я дуже цю тишу біля цієї старої церкви. Любив я ті ночі, шо нишком приходили теплі, добрі, благодатні; і, з першою загравою дня на небі, так і відходили. Раз якось, у таку коротку мрію-ніч, коли тепло і роси отулювали душу й серце, вибрався я з найстаршим сином о. Евстахія, Романом тоді, був він молоденьким гімназистом у мандри: доріжками, стежками, між полями. Блукали ми по с. Рукомиші, по с. Переволоці, отак, без цілі. Роман слухав моїх оповідань із війни, які оповідав я із щирою тугою у серці… Світанок, що прорізував на сході небо, треті півні, що гасили зорі, пригадували нам, що пора вертатись до хати. Пані Софія не була задоволена з цієї поетичної мандрівки, ще й уночі, на яку я потягнув Романа. То я вже сам, із зірками розмовляючи, купався в теплих просторах подільської ночі.»
У 1925—1929 роках — третій шкільний ординаріатський комісар на села: Губин, Зубрець, Космирин, Порхову, Золотий Потік, Скоморохи, Сновидів, Соколів, Стінку. У 1929—1939 — перший шкільний ординаторський комісар на села: Бариш, Григорів, Жизномир, Зелену, Зубрець, Переволоку, Сороки, м. Бучач.
Упродовж 1921—1944 р. парох с. Рукомиш. У 1944 р. сім'я покинула постійне місце проживання в Рукомиші.
Помер 14 вересня 1945 р. у м. Ітцего на території землі Шлезвіг-Гольштейн у Німеччині. Похований у південній частині старого кладовища м. Ітцего на вул. Брунненштрассе 30 в спільній могилі.

## Сім'я
Дружиною о. Євстахія була дочка бучацького декана о. Дениса Нестайка (1859—1936) — Софія (19 серпня 1885 — грудень 1971 ). Освіту здобула в закладі сестер Василіянок в Яворові та Чернівцях.
У перші роки подружнього життя сім'я проживала в м. Галичі, де 12 червня 1905 р. народився син Роман. Згодом подружжя переселяється до м. Бережани, а в 1907 р. — до Бучача, де о. Євстахій отримав посаду катехита у виділовій школі. Після смерти чоловіка в 1951 р. емігрує до США. Всього у сім'ї було восьмеро дітей, серед яких:
- Роман Барановський (1905—2006) — доктор ветеринарії, член НТШ, УВАН у США; від 1949 проживав у США;
- Барановська Анна-Ярослава(28 травня 1907 р. - ?)
- Євген Барановський (1914—1985) — український ветеринарний лікар, громадський діяч у діаспорі, доктор ветеринарії (1946); проживав в Австралії.
- Барановська Марія(15 лютого 1916,Бучач - ?) - У 1932-1937 р. учениця 4-8 класів Бучацької державної гімназії.
- Барановська Олена-Богдана(14 листопада 1918,Бучач - ?) - У 1935-1938 р. учениця 6-8 класів Бучацької державної гімназії.